# Tatiana Búa
Tatiana Búa (nació el 19 de enero de 1990 en Bragado) es una jugadora de tenis argentina.
Búa ha ganado cuatro individuales y 24 títulos de dobles en el ITF gira durante su carrera. El 17 de agosto de 2009, alcanzó su mejor ranking individual el cual fue 372 del mundo. El 7 de julio de 2014, alcanzó el puesto número 119 del mundo en el ranking de dobles.
Búa hizo debut en la WTA en el 2014 Grand Prix SAR La Princesse Lalla Meryem, asociada con Daniela Seguel en dobles. El par sudamericano ganó su partido de primera ronda contra Nicole Clerico y Nikola Fraňková, sólo para perder en el cuartos de final con las cabezas de serie Darija Jurak y Megan Moulton-Levy. Sin embargo, llegar a su primera final en Estrasburgo el mes siguiente, perdiendo con las tres veces finalistas de Grand Slam Ashleigh Barty y Casey Dellacqua.
Ha jugado para Argentina en la Fed Cup, Búa tiene un récord de ganados y perdidos de 0-2.

## Títulos WTA

### Dobles (0)
| Leyenda               |
| --------------------- |
| Grand Slam (0)        |
| Juegos Olímpicos (0)  |
| WTA Championships (0) |
| Premier Mandatory (0) |
| Premier 5 (0)         |
| Premier (0)           |
| International (0)     |

#### Finalista (0)
| N.º | Fecha              | Torneos     | Superficie    | Pareja         | Oponentes                      | Resultado        |
| --- | ------------------ | ----------- | ------------- | -------------- | ------------------------------ | ---------------- |
| 1.  | 24 de mayo de 2014 | Estrasburgo | Tierra batida | Daniela Seguel | Ashleigh Barty Casey Dellacqua | 6–4, 5–7, [4–10] |